# Jüdisches Leben in Gelsenkirchen
Die Geschichte der Juden in Gelsenkirchen geht belegbar zurück in das Jahr 1812. 1885 wurde die erste Alte Synagoge eröffnet. 1945 wurde nach der Zeit des Nationalsozialismus eine neue Jüdische Gemeinde in Gelsenkirchen begründet; sie ist Mitglied im Landesverband der Jüdischen Gemeinden von Westfalen-Lippe. 2007 wurde die Neue Synagoge eröffnet.

## Geschichte

### Die ersten jüdischen Familien
1812 wurde im damaligen Dorf Gelsenkirchen erstmals ein Jude erwähnt, der – wahrscheinlich als Vorstand einer Familie – zur nicht mehr bestehenden Jüdischen Gemeinde in Wattenscheid gehörte. 1829 waren es bereits drei Familien: Ruben Levy, Ruben Baruch Simon und Herz Heimann. 1830 kam noch die Familie Michael Abraham Würzburger dazu.
Infolge der Industrialisierung und des einhergehenden Bevölkerungswachstums Gelsenkirchens seit dem Eisenbahnanschluss 1847 wuchs auch die Anzahl der Juden: 1860 gab es bereits 60 jüdische Einwohner, die 1863 einen Betsaal in der oberen Etages des Hofgebäudes Hochstraße 34, heute Hauptstraße, anmieteten. Nur vier Jahre später wurde ein Grundstück in der Neustraße – heute Gildenstraße 4 – gekauft und ein zweistöckiges Gemeindehaus mit einem Betsaal mit 50 Plätzen, einem Klassenzimmer, einer Mikwe und einer Wohnung für den Hausmeister errichtet.

### Gründung einer eigenen Gemeinde 1874
1873/74 erfolgte die Loslösung von der Gemeinde Wattenscheid, was die Zahlung eines Ausgleichs für die Gebühren, die Wattenscheid nun entgingen, zur Folge hatte. Nur die Juden Ückendorfs waren weiterhin Mitglieder in Wattenscheid und wurden erst 1908 Mitglieder in Gelsenkirchen. In dieser Zeit wurde auch ein eigener Friedhof an der Wanner Straße erworben.
10 Jahre später erfolgte der Bau einer neuen Synagoge, die am 21. August 1885 eingeweiht und später mit einer Orgel ausgestattet wurde. Die Gemeinde folgte den Grundsätzen des liberalen Judentums und die Gottesdienste wurden nach modernen, fortschrittlichen Grundsätzen geordnet. Die Gebete waren über weite Strecken in deutscher Sprache und nur die wichtigen Kerngebete wurden in hebräischer Sprache verrichtet.
Die liberale Ausrichtung der Gemeinde veranlasste eine Gruppe orthodoxer Juden um den Nervenarzt Max Rubens (1865–1927) und dessen Schwager, den Kinderarzt Max Meyer (1884– nach 1969), mit Abraham Fröhlich aus Mergentheim eine eigene Austrittsgemeinde zu bilden. Sie wurde 1920 unter dem Namen „Adass Jisroel“ gegen den Widerstand der Bezirksregierung gegründet. Rubens stammte aus einer alteingesessenen Gelsenkirchener Arzt- und Kaufmannsfamilie, sein Bruder war der bekannte Gelsenkirchener Möbelhändler Salomon Rubens (1867–1938). Abraham Fröhlich lebte seit etwa 1910 in der Stadt und zählte zur deutschen Orthodoxie, die vom Chassidismus beeinflusst war. Im Hof seines Hauses auf der Florastraße 76 stellte er Chassidim aus Osteuropa ein Haus als Betstube mit Mikwe zur Verfügung.
Zudem gab es eine Betstube der polnischen Juden in einem Hinterhof auf der Arminstraße. Die orthodoxe Amos-Loge traf sich in gemieteten Räumlichkeiten auf der Bahnhofstraße Nr. 14. Die orthodoxe Gemeinde traf sich auch in Räumlichkeiten an der Husemannstraße. Etwa ab 1922 wirkte Joseph Weiß als orthodoxer Rabbiner des „Vereins zur Wahrung der religiösen Interessen des Judentums in Westfalen“ für einige Zeit in Gelsenkirchen.
In der liberalen Gemeinde wirkte seit 1914 der aus Posen stammende Rabbiner Siegfried Galliner als Gemeinderabbiner. Er emigrierte 1938 nach London und verstarb dort 1960. In Gelsenkirchen begründete er unter anderem den „Jüdischen Schülerbund – Chewras talmidim“ um das Zusammengehörigkeitsgefühl der Schüler zu stärken.

## Zeit des Nationalsozialismus
Die Synagoge und das Gemeindehaus wurden während der Novemberpogrome 1938 zerstört.
Es sind heute unter anderem folgende Geschäfte und Arztpraxen bekannt, die jüdischen Familien gehörten, darunter allein an der Bahnhofstraße:
- Moritz Groß, Schuhe. Bahnhofstr. 13
- Erich Neuwald, Konfitüren. Bahnhofstr. 14
- Markus Cohen, Konfektion. Bahnhofstr. 19
- S. Großmann, Hüte. Bahnhofstr. 20
- Gompertz GmbH, Pelz u. Mode. Bahnhofstr. 22
- B. Windmüller, Feinkost. Bahnhofstr 23
- Ella Wimpfheimer, Textilwaren. Bahnhofstr. 33
- Theodor Löwenstein & Co, Putz u. Modewaren. Bahnhofstr. 33
- Bamberger, Manufakturwaren- und Konfektionshandlung. Bahnhofstr. 35
- Isidor Wollenberg, Konfektion. Bahnhofstr. 36
- Josef Stamm, Putz u. Modewaren. Bahnhofstr. 38
- Hugo Broch, Möbel. Bahnhofstr. 40a
- Eisig Halpern, Wäsche. Bahnhofstr. 42
- Dr. Hugo Alexander, Hautarzt. Bahnhofstr. 42
- Gustav Carsch & Co GmbH, Damen u. Herren Konfektion. Bahnhofstr. 48–52
- Appelrath & Cüpper GmbH, Damenkonfektion. Bahnhofstr. 49
- Friedrich Winter, Weißware. Bahnhofstr. 54
- Gebr. Alsberg, Kaufhaus. Bahnhofstr. 55–65, heute WEKA-Karree
- Gebrüder Goldblum, Herren Konfektion. Bahnhofstr. 62
- Fritz Goldschmidt, Tabakwaren. Bahnhofstr. 71
- Hermann Oppenheimer, Konfektion. Bahnhofstr. 76
- Otto Samson, Schuhhaus. Bahnhofstr. 78
- Leopold Mosbach, Manufakturwaren. Bahnhofstr. 80
- Leo Toppermann, Schneider. Bahnhofstr. 80
- Jenny Boley, Herrenartikel. Bahnhofstr. 85

### Neuanfang nach 1945

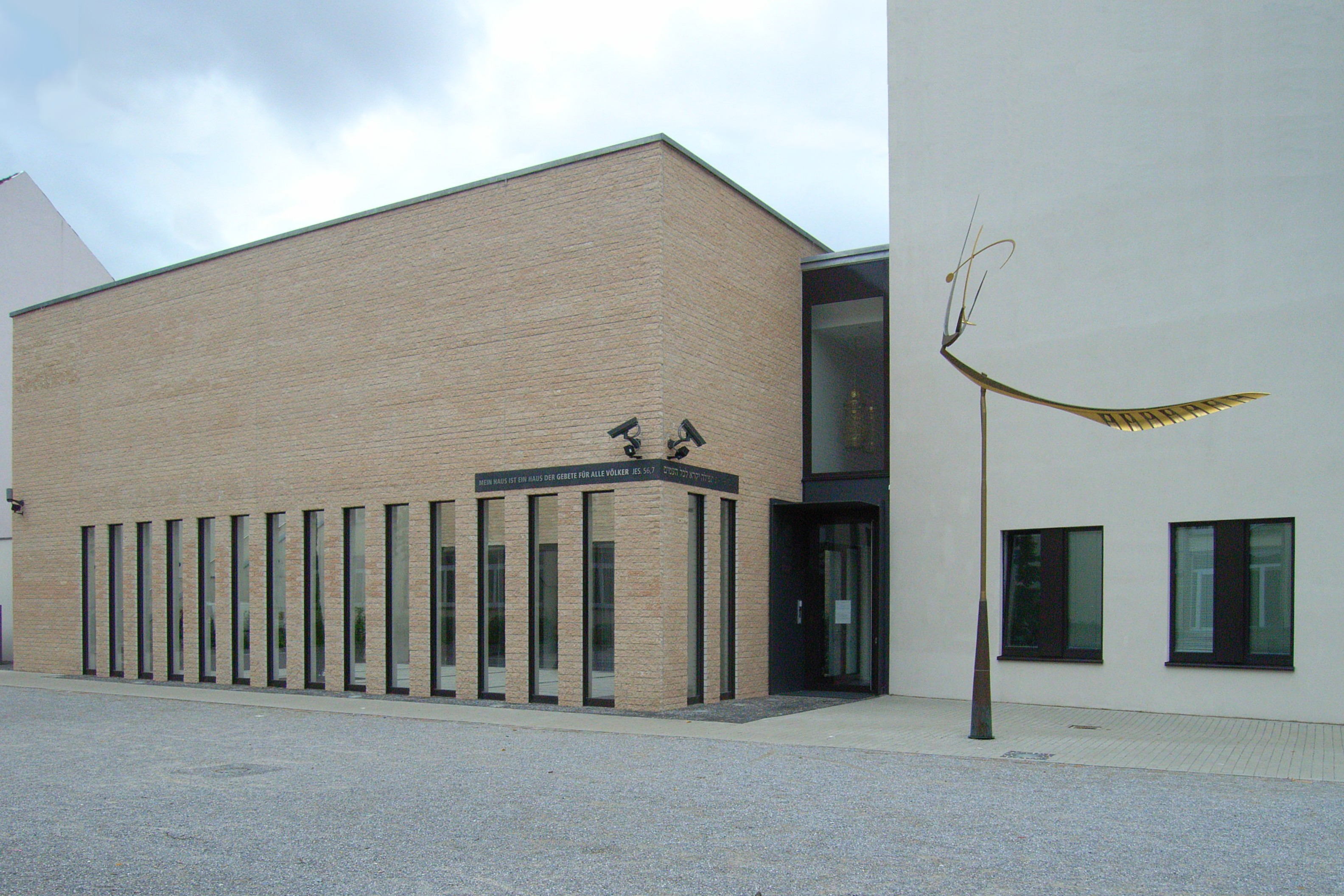
Neue Synagoge

1945 wurde in Gelsenkirchen von Heimkehrern und Juden, die in der NS-Zeit ins Ruhrgebiet verschleppt worden waren, unter Führung des aus Weilburg stammenden Robert Jessel das „Gelsenkirchener Jüdische Hilfskomitee“ gegründet, welches sich in der Feldmark (Schwindstraße) befand und aus dem die Kultusgemeinde hervorging. Seit 1956 leitete der Gelsenkirchener Geschäftsmann Kurt Neuwald für viele Jahre die Gemeinde. Sie war seit ihrer Gründung eine Einheitsgemeinde, sollte also liberalen, konservativen und orthodoxen Juden eine Heimat bieten. Anders war es auch gar nicht möglich, denn es gab einfach zu wenige Juden, um allen eine besondere Gemeinde zu bieten. 1958 wurden die Gemeinderäume in der Von-der-Recke-Straße bezogen, wo auch ein Bethaus errichtet wurde. Die Gottesdienste wurden nach orthodoxem Ritus gehalten. Zur Erinnerung an die Zerstörung der alten Synagoge wurde 1963 auf dem Grundstück in der Georgstraße eine Mahntafel angebracht. 1993 wurde das Gelände vor dem früheren Standort der Synagoge in „Platz der alten Synagoge“ umbenannt.
Seit 1990 kamen vermehrt Juden aus den ehemaligen Staaten der Sowjetunion nach Gelsenkirchen. Nachdem die Gemeinde auf über 400 Mitglieder angewachsen war, legte Paul Spiegel am 9. November 2004 den Grundstein für eine neue Synagoge am alten Standort. Am 1. Februar 2007 wurde das Haus feierlich eröffnet. Der Betraum bietet Platz für insgesamt 400 Beter, zusätzlich ist ein Gemeindezentrum mit Veranstaltungsraum angeschlossen. 2024 hatte die Gemeinde 288 Mitglieder. Die Gemeinde positioniert sich als traditionell-orthodox. Der aus Essen stammende Chaim Kornblum war nach dem Bau der neuen Synagoge einige Jahre der Rabbiner der Gemeinde.
In der Gemeinde wurde der Jüdische Kulturverein Kinor gegründet sowie der jüdische Sportverein Makkabi, der von Vladimir Veitsmann aufgebaut wurde.